# Tótkomlós
Tótkomlós là một thành phố thuộc hạt Békés, Hungary. Thành phố này có diện tích 125,05 km², dân số năm 2010 là 5955 người, mật độ 48 người/km².